# Femmes (Baschet)
Femmes est une œuvre électroacoustique de la compositrice Florence Baschet composée entre 1999 et 2001.

## Contexte
L'œuvre est une commande de Radio France et Michaël Lévinas. Elle lui est dédiée. Le texte est dû à l'auteur palestinien Marmoud Darwich pour les poèmes en langue arabe et l'auteur israélien  Yitzhak Laor pour les poèmes en langue hébraïque. Elle est d'abord écrite pour deux voix et dix instruments avant d'avoir une seconde version pour deux voix de femmes solistes, flûte, clarinette, trombone, alto, violoncelle et fait usage des tôles à voix des frères Baschet. Florence Baschet souhaitait faire une œuvre engagée, dont le message excède le strict musical.
L'œuvre est créée le 8 novembre 2001, à la Cité Universitaire de Paris. Mark Foster a dirigé l'ensemble l'Itinéraire. Roula Safar interprétait la voix chantant en arabe et Françoise Atlan la voix en hébreu.

## Analyse
Les deux voix de femmes chantent leur attachement et leur appartenance à la même terre, même si de cultures différentes : l'une chante en hébreu, l'autre en arabe. Bien qu'elles soient semblables par bien des points, le langage les sépare.
La pièce débute par deux blocs musicaux distincts, avec chacun leurs caractéristiques, amenant à deux univers musicaux autonomes. Chaque voix a son importance car ayant le texte tour à tour. Le chant n'est alors pas vu comme un instrument de propagande mais comme un langage poétique cherchant la paix et la liberté.
L'œuvre fait usage de techniques vocales venant du Proche-Orient, comme certains cris, des sons de gorge, des mélismes, les psalmodies, les lamentations, le tadrij et le trille yodelé. Pour la création de la pièce, Florence Baschet cherchait aussi des interprètes qui soient personnellement impliquées dans l'identité musicale de l'œuvre et a écrit les parties vocales spécifiquement pour elles.
Les tôles à voix des frères Baschet sont des feuilles de métal sculptées et pliées qui sont situées au centre de la scène. Elles ont la particularité de créer un effet sonore de réverbération avec une distorsion spectrale riche en harmoniques.